# Graziano Bini
Graziano Bini (San Daniele Po, 7 gennaio 1955) è un ex calciatore, allenatore di calcio e dirigente sportivo italiano, di ruolo difensore.

## Caratteristiche tecniche
Dotato di tecnica, prestanza fisica e personalità, ricopriva il ruolo di libero.

## Carriera

### Giocatore

#### Club
Crebbe nelle giovanili dell'Inter. Così Graziano Bini ricorda i suoi esordi: "A tredici anni giocavo in cortile con amici vivevamo in un caseggiato dove c’erano solo cinque famiglie. Stavamo giocando e nel mentre arriva un signore che vendeva farina e mi dice:” ciao sono lo zio di Ottavio Bugatti il secondo portiere della grande Inter, ti vorrei portare a San Pellegrino a fare un provino con l’Inter”. Provino che avvenne sotto la direzione di Helenio Herrera. Fece il suo esordio in maglia nerazzurra diciassettenne, il 7 maggio 1972 in occasione dell'incontro Sampdoria-Inter 0-0. All'inizio schierato come stopper al fianco di Giacinto Facchetti, divenne titolare a partire dalla stagione 1977-1978, per scelta del nuovo allenatore Eugenio Bersellini. In maglia nerazzurra, con la fascia di capitano, vinse uno scudetto e due edizioni della Coppa Italia (realizzando la rete decisiva allo scadere nella finale contro il Napoli nell'edizione 1977-78). Nella semifinale di ritorno della Coppa dei Campioni 1980-1981 realizzò di sinistro il gol decisivo nella vittoria (peraltro ininfluente) contro il Real Madrid.
Nelle ultime stagioni in nerazzurro fu più volte colpito dagli infortuni: soprattutto grave quello occorso nel 1984, quando un'entrata di un avversario gli compromise la vena di un piede. In quella stagione, che vide tra l'altro la concorrenza dell'emergente Riccardo Ferri, collezionò solamente 4 presenze.
Nel 1985-1986 si trasferì al Genoa dove concluse la carriera professionistica disputando due stagioni in Serie B.

#### Nazionale
Nel suo curriculum azzurro figurano 5 presenze con la Nazionale Under-23 e 2 con la rappresentativa Under-21. Nella Nazionale maggiore, invece, collezionò una sola presenza: un'amichevole non ufficiale contro la Norvegia (4-1), disputata il 10 febbraio 1975.

### Dopo il ritiro
Dopo un'esperienza da allenatore della squadra Primavera dell'Inter, tra il 2000 e il 2009 è stato osservatore e responsabile del settore giovanile del Piacenza: in questo periodo ha portato in Italia Hugo Campagnaro e Radja Nainggolan, e valorizzato giovani come Tommaso Bianchi e Marco Calderoni.
Scaduto il contratto con il Piacenza, nel gennaio 2010 è passato al Bellinzona; nell'estate del 2012 allena la Free Players, formazione che raccoglie calciatori svincolati del campionato italiano.

## Statistiche

### Presenze e reti nei club
| Stagione        | Squadra         | Campionato      | Campionato | Campionato | Coppe nazionali | Coppe nazionali | Coppe nazionali | Coppe continentali | Coppe continentali | Coppe continentali | Altre coppe | Altre coppe | Altre coppe | Totale | Totale |
| Stagione        | Squadra         | Comp            | Pres       | Reti       | Comp            | Pres            | Reti            | Comp               | Pres               | Reti               | Comp        | Pres        | Reti        | Pres   | Reti   |
| --------------- | --------------- | --------------- | ---------- | ---------- | --------------- | --------------- | --------------- | ------------------ | ------------------ | ------------------ | ----------- | ----------- | ----------- | ------ | ------ |
| 1971-1972       | Inter           | A               | 1          | 0          | CI              | 2               | 0               | CC                 | 0                  | 0                  | -           | -           | -           | 3      | 0      |
| 1972-1973       | Inter           | A               | 2          | 0          | CI              | 2               | 0               | CU                 | 5                  | 0                  | -           | -           | -           | 9      | 0      |
| 1973-1974       | Inter           | A               | 6          | 0          | CI              | 4               | 0               | CU                 | 1                  | 0                  | -           | -           | -           | 11     | 0      |
| 1974-1975       | Inter           | A               | 26         | 0          | CI              | 4               | 0               | CU                 | 3                  | 0                  | -           | -           | -           | 33     | 0      |
| 1975-1976       | Inter           | A               | 15         | 0          | CI              | 1               | 0               | -                  | -                  | -                  | -           | -           | -           | 16     | 0      |
| 1976-1977       | Inter           | A               | 19         | 0          | CI              | 7               | 1               | CU                 | 2                  | 0                  | -           | -           | -           | 28     | 1      |
| 1977-1978       | Inter           | A               | 19         | 1          | CI              | 10              | 1               | CU                 | 2                  | 0                  | -           | -           | -           | 31     | 2      |
| 1978-1979       | Inter           | A               | 27         | 0          | CI              | 2               | 0               | CdC                | 6                  | 0                  | -           | -           | -           | 35     | 0      |
| 1979-1980       | Inter           | A               | 28         | 1          | CI              | 6               | 0               | CU                 | 4                  | 0                  | -           | -           | -           | 38     | 1      |
| 1980-1981       | Inter           | A               | 25         | 2          | CI              | 4               | 0               | CC                 | 8                  | 1                  | TdC         | 2           | 0           | 39     | 3      |
| 1981-1982       | Inter           | A               | 25         | 0          | CI              | 6               | 0               | CU                 | 2                  | 1                  | -           | -           | -           | 33     | 1      |
| 1982-1983       | Inter           | A               | 18         | 2          | CI              | 8               | 2               | CdC                | 3                  | 0                  | -           | -           | -           | 29     | 4      |
| 1983-1984       | Inter           | A               | 18         | 1          | CI              | 4               | 0               | CU                 | 2                  | 0                  | -           | -           | -           | 24     | 1      |
| 1984-1985       | Inter           | A               | 4          | 0          | CI              | 6               | 0               | CU                 | 6                  | 0                  | -           | -           | -           | 16     | 0      |
| Totale Inter    | Totale Inter    | Totale Inter    | 233        | 7          |                 | 66              | 4               |                    | 44                 | 2                  |             | 2           | 0           | 345    | 13     |
| 1985-1986       | Genoa           | B               | 18         | 0          | CI              | 4               | 0               | -                  | -                  | -                  | -           | -           | -           | 22     | 0      |
| 1986-1987       | Genoa           | B               | 10         | 0          | CI              | 0               | 0               | -                  | -                  | -                  | -           | -           | -           | 10     | 0      |
| Totale Genoa    | Totale Genoa    | Totale Genoa    | 28         | 0          |                 | 4               | 0               |                    | -                  | -                  |             | -           | -           | 32     | 0      |
| Totale carriera | Totale carriera | Totale carriera | 261        | 7          |                 | 70              | 4               |                    | 44                 | 2                  |             | 2           | 0           | 377    | 13     |

## Palmarès

Il capitano interista Bini con la Coppa Italia 1977-1978

### Club
- Coppa Italia: 2

Inter: 1977-1978, 1981-1982
- Campionato italiano: 1

Inter: 1979-1980